# سيدريك بيرنسايد
سيدريك بيرنسايد (بالإنجليزية: Cedric Burnside)‏ هو كاتب أغاني أمريكي، ولد في 26 أغسطس 1978 في Memphis, Mississippi ‏ في الولايات المتحدة.

## وصلات خارجية
- سيدريك بيرنسايد على موقع IMDb (الإنجليزية)
- سيدريك بيرنسايد على موقع ميوزك برينز (الإنجليزية)
- سيدريك بيرنسايد على موقع ديسكوغز (الإنجليزية)